# Skribent
Skribenter, litteratörer och skriftställare är personer som arbetar mer eller mindre professionellt med skrivande eller inom litteraturen, men inte nödvändigtvis är vare sig journalister eller skönlitterära författare. Ordens betydelse har dock växlat över tiden.
En skribent är i modernt språkbruk oftast en journalist eller annan person som skriver texter om mer eller mindre aktuella ämnen. Skribent är ingen direkt yrkesbenämning, och en skribent behöver inte vara professionell.
Bland personer vars yrke benämnts litteratör kan räknas exempelvis tidningsmän, översättare, medarbetare i uppslagsverk och tidskrifter, eller personer som gör skriftliga småjobb, ungefär motsvarande skribent.
I modernt språkbruk är en skriftställare oftast en författare som inte skriver endast skönlitterärt alternativt skriver på relativt anspråkslös nivå såsom att mer eller mindre yrkesmässigt översätta, skriva eller publicera tidskriftsartiklar. I äldre texter är dock ordet ofta synonymt med författare.